# Atrichopogon brevicercus
Atrichopogon brevicercus är en tvåvingeart som beskrevs av Yan och Yu 2000. Atrichopogon brevicercus ingår i släktet Atrichopogon och familjen svidknott. Inga underarter finns listade i Catalogue of Life.